# 乌克兰人民军
乌克兰人民军（羅馬化：Armiia Ukrainskoi Narodnoi Respubliki），也被称为乌克兰国民军（UNA），或简称为彼得留拉軍（羅馬化：Petliurovtsi）。為烏克蘭人民共和國（1917年-1921年）的軍隊。通常都是由前帝國軍的軍人後來加入的國家武裝部隊所組成的準軍事部隊。与烏克蘭加利西亞軍隊不同，乌克兰人民军没有建立健全的组织结构，主要由志愿部队组成，因此缺乏一定程度的统一性，也缺乏軍隊的領導階級，對於保持紀律和士氣也較差。